# Alt de la Capa
Alt de la Capa är en bergstopp i Andorra. Den ligger i parroquian La Massana, i den västra delen av landet. Toppen på Alt de la Capa är 2 573 meter över havet.
Den högsta punkten i närheten är Pic de Coma Pedrosa, 2 943 meter över havet, 3,3 kilometer norr om Alt de la Capa.
I trakten runt Alt de la Capa förekommer i huvudsak gräsmarker och barrskog.